# 안토니 라마예츠
안토니 라마예츠(스페인어: Antoni Ramallets, 1924년 7월 1일 ~ 2013년 7월 30일)는 스페인의 축구 골키퍼이자 감독이었다.
대부분의 선수 생활을 FC 바르셀로나에서 보냈으며, 프리메라 리가의 최고의 골키퍼에게 주는 트로페오 리카르도 사모라를 5번 수상했다. 별명은 마라카낭의 고양이(Gato de Maracaná)였다.

## 선수 경력
라마예츠는 1924년 카탈루냐 지방의 바르셀로나에서 태어났으며 23살 때인 1947년에 FC 바르셀로나와 선수 계약을 맺었다. 1948년 11월 28일에 세비야 FC와의 경기에서 프리메라 리가 데뷔전을 가졌으며, 1948-49 시즌에는 한 경기 출장에 그쳤지만 그 뒤 FC 바르셀로나의 주전 수문장으로 거듭나 6번의 프리메라 리가 우승과 5번의 코파 델 헤네랄리시모 우승을 일구었다. 라마예츠는 FC 바르셀로나에서 1962년까지 뛰며 288회의 리그 경기를 포함해 538경기를 뛰었으며, 1962년 3월 6일에는 FC 바르셀로나가 라마예츠를 기념하기 위해 함부르크 SV와 기념 경기를 가졌다.

## 감독 경력
1960년대에 라마예츠는 자신이 뛰었던 레알 바야돌리드를 포함해 많은 클럽에서 감독을 지냈다. 1963-64시즌에는 레알 사라고사의 감독으로 있으면서 리그 4위와 코파 델 헤네랄리시모 우승, 인터시티스 페어스컵 우승을 차지했다.

## 국가대표 경력
라마예츠는 1950년 6월 29일 칠레와의 1950년 FIFA 월드컵 경기에서 국가대표팀 데뷔전을 가졌다. 월드컵을 치르면서 라마예츠는 마라카낭의 고양이(Gato de Maracaná)라는 별명을 얻었다.
또한 카탈루냐 지방 출신이었던 라마예츠는 카탈루냐 축구 국가대표팀에서도 활약했다.

## 사망
라마예츠는 긴 투병 끝에 2013년 7월 31일 사망했다.

## 수상

### 선수

#### FC 바르셀로나
- 프리메라 리가 : 1947-48, 1948-49, 1951-52, 1952-53, 1958-59, 1959-60
- 코파 델 헤네랄리시모 : 1951, 1952, 1952-53, 1957, 1958-59
- 코파 에바 두아르테 : 1948, 1952, 1953
- 인터시티스 페어스컵 : 1955-58, 1958-60
- 라틴컵 : 1949, 1952

#### 개인
- 트로페오 리카르도 사모라 : 1951-52, 1955-56, 1956-57, 1958-59, 1959-60

### 감독

#### 레알 사라고사
- 코파 델 헤네랄리시모 : 1963-64
- 인터시티스 페어스컵 : 1963-64